# Montfuron
Montfuron est une commune française, située dans le département des Alpes-de-Haute-Provence en région Provence-Alpes-Côte d'Azur.
Ses habitants sont appelés les Montfuronnais.

## Géographie

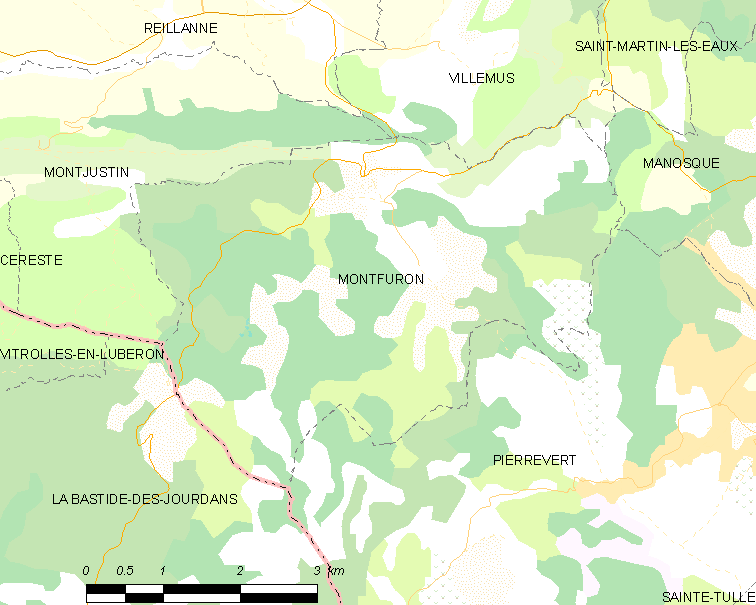
Montfuron et les communes voisines (Cliquez sur la carte pour accéder à une grande carte avec la légende).

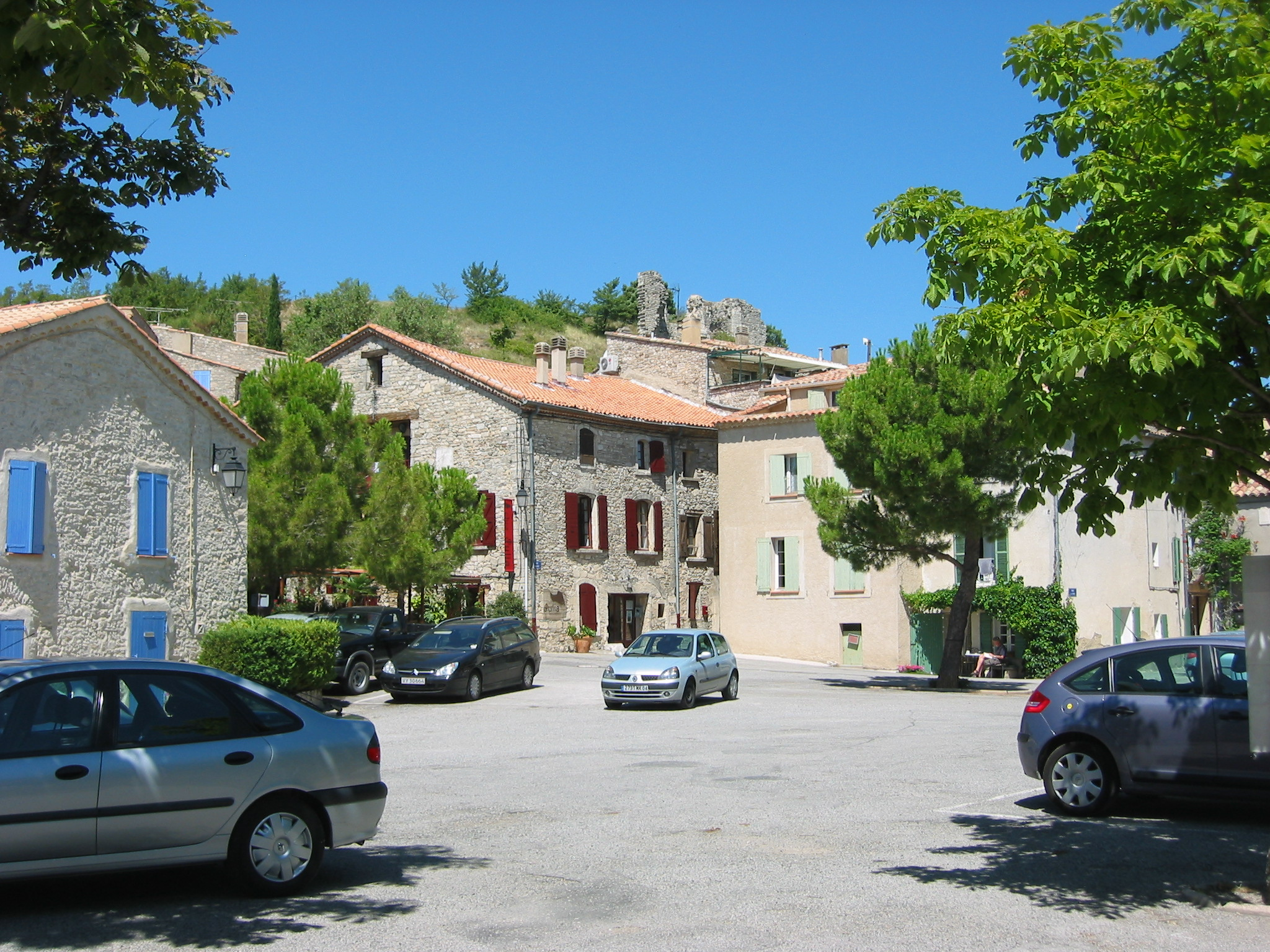
Place du village.

Les communes limitrophes de Montfuron sont Villemus, Pierrevert, Manosque et Montjustin (département des Alpes-de-Haute-Provence) et La Bastide-des-Jourdans (département de Vaucluse).
Le village est situé à 12 km de Manosque, 27 km de Pertuis, 49 km d'Aix-en-Provence, 106 km de Castellane, 207 km de Nice et 233 km de Valence.

### Géologie

Massif des Alpes et localisation du Luberon

Le territoire se situe au nord ouest de la faille de la Durance, sur des formations calcaires provençales du Jurassique supérieur et du Crétacé inférieur (roches sédimentaires issues d'un ancien océan alpin), entre plusieurs formations géologiques majeures des Alpes :
- le plateau de Valensole au sud-est : bassin molassique du Miocène et du Pliocène composé de roches sédimentaires détritiques (dépôts liés à l'érosion des montagnes apparues à l'Oligocène).
- le plateau de Manosque - Forcalquier à l'est ;
- la montagne du Luberon à l'ouest.

La commune fait partie du périmètre de la Réserve naturelle géologique du Luberon, en raison de la proximité à des sites fossilifères exceptionnels.

### Climat
Pour des articles plus généraux, voir Climat de Provence-Alpes-Côte d'Azur et Climat des Alpes-de-Haute-Provence.
En 2010, le climat de la commune est de type climat méditerranéen altéré, selon une étude du Centre national de la recherche scientifique s'appuyant sur une série de données couvrant la période 1971-2000. En 2020, Météo-France publie une typologie des climats de la France métropolitaine dans laquelle la commune est dans une zone de transition entre le climat de montagne et le climat méditerranéen et est dans la région climatique Provence, Languedoc-Roussillon, caractérisée par une pluviométrie faible en été, un très bon ensoleillement (2 600 h/an), un été chaud (21,5 °C), un air très sec en été, sec en toutes saisons, des vents forts (fréquence de 40 à 50 % de vents > 5 m/s) et peu de brouillards.
Pour la période 1971-2000, la température annuelle moyenne est de 12,3 °C, avec une amplitude thermique annuelle de 16,7 °C. Le cumul annuel moyen de précipitations est de 857 mm, avec 6 jours de précipitations en janvier et 3 jours en juillet. Pour la période 1991-2020, la température moyenne annuelle observée sur la station météorologique de Météo-France la plus proche, « La Bastide des Jourdans », sur la commune de La Bastide-des-Jourdans à 7 km à vol d'oiseau, est de 13,5 °C et le cumul annuel moyen de précipitations est de 698,1 mm. 
La température maximale relevée sur cette station est de 42,4 °C, atteinte le 28 juin 2019 ; la température minimale est de −12,3 °C, atteinte le 6 février 2012,,.
Les paramètres climatiques de la commune ont été estimés pour le milieu du siècle (2041-2070) selon différents scénarios d'émission de gaz à effet de serre à partir des nouvelles projections climatiques de référence DRIAS-2020. Ils sont consultables sur un site dédié publié par Météo-France en novembre 2022.

### Hydrographie
Plusieurs rivières du bassin de la Durance traversent la commune de Montfuron : 
- le torrent le Chaffère, cours d'eau de 15,89 km prenant sa source dans la commune, et affluent de la Durance[11] ;
- le ruisseau de l'Aiguebelle, affluent de l'Encrême[12] ;
- le ruisseau de la Bonde, affluent du Largue[13].

### Environnement
La commune compte 423 ha de bois et forêts, soit 22 % de sa superficie.

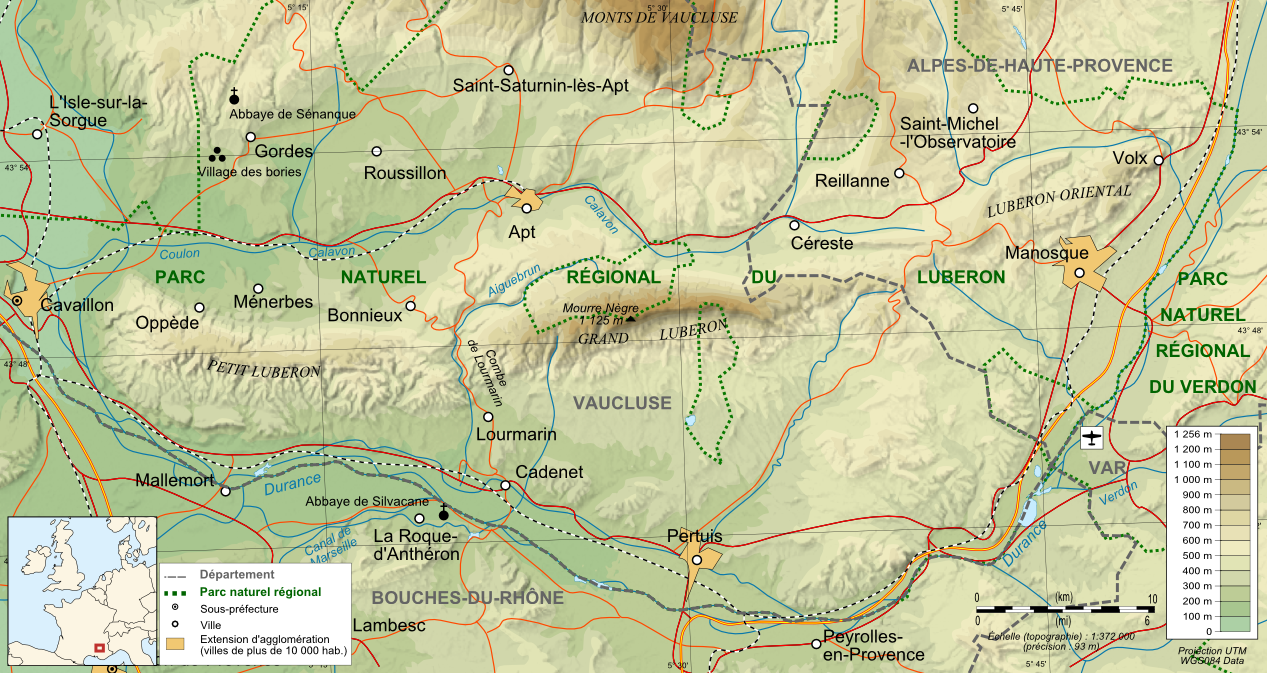
Le territoire du Parc naturel régional du Luberon

Le village est sur un site perché et dans le Parc naturel régional du Luberon. La commune est l'un des soixante-dix-sept membres du Parc naturel régional du Luberon, parc qui s'étend, de Cavaillon à l'ouest jusqu'à la Durance à l'est, sur deux départements et quatre-vingt-cinq communes et 185 145 hectares.
Il y a un panorama sur le plateau de Valensole, la montagne de Lure et la montagne Sainte-Victoire.

### Voies de communication et transports

#### Voies routières
D 455 : de Montfuron à Manosque

D 956 : vers La Bastide des Jourdans

#### Services autocars

##### Ligne intercommunale
- Montfuron est reliée par une ligne intercommunale, réseau Trans'Agglo[15] :

| Ligne | Tracé                                         |
| ----- | --------------------------------------------- |
| 127   | Montfuron ↔ Manosque (Transport à la demande) |

##### Ligne scolaire
Des lignes de transports scolaires ont été mises en place pour rallier les trois collèges de Manosque, mais aussi les trois lycées de Manosque (Félix-Esclangon, les Iscles et le lycée des Métiers-Louis-Martin-Bret). Ces lignes sont financées par la communauté d'agglomération Durance Luberon Verdon au travers du réseau Trans'Agglo. En plus des lignes existantes du réseau, une autre a été rajoutée.
| Ligne | Parcours             |
| ----- | -------------------- |
| 165 S | Montfuron ↔ Manosque |

### Risques naturels et technologiques
Aucune des 200 communes du département n'est en zone de risque sismique nul. Le canton de Manosque-Sud-Ouest auquel appartient Montfuron est en zone 2 (sismicité moyenne) selon la classification déterministe de 1991, basée sur les séismes historiques, et en zone 4 (risque moyen) selon la classification probabiliste EC8 de 2011. La commune de Montfuron est également exposée à deux autres risques naturels :
- feu de forêt,
- mouvement de terrain : la commune est presque entièrement concernée par un aléa moyen à fort[18].

La commune de Montfuron est de plus exposée à un risque d’origine technologique, celui de transport de matières dangereuses par canalisation. La canalisation de transport d’éthylène Transéthylène traverse la commune et constitue donc un facteur de risque supplémentaire.
Le plan de prévention des risques naturels prévisibles (PPR) de la commune a été approuvé en 2008 pour les risques de mouvement de terrain et le Dicrim  existe depuis le 2 février 2017.
Bien que des séismes se fassent régulièrement ressentir à Montfuron, aucun tremblement de terre dont le souvenir est conservé n’a provoqué de dégâts.

## Urbanisme

### Typologie
Au 1er janvier 2024, Montfuron est catégorisée commune rurale à habitat très dispersé, selon la nouvelle grille communale de densité à 7 niveaux définie par l'Insee en 2022.
Elle est située hors unité urbaine. Par ailleurs la commune fait partie de l'aire d'attraction de Manosque, dont elle est une commune de la couronne,. Cette aire, qui regroupe 30 communes, est catégorisée dans les aires de 50 000 à moins de 200 000 habitants,.

### Occupation des sols
L'occupation des sols de la commune, telle qu'elle ressort de la base de données européenne d’occupation biophysique des sols Corine Land Cover (CLC), est marquée par l'importance des forêts et milieux semi-naturels (70,2 % en 2018), en augmentation par rapport à 1990 (68,4 %). La répartition détaillée en 2018 est la suivante : 
forêts (61,5 %), zones agricoles hétérogènes (27,4 %), milieux à végétation arbustive et/ou herbacée (8,7 %), cultures permanentes (2,4 %).
L'évolution de l’occupation des sols de la commune et de ses infrastructures peut être observée sur les différentes représentations cartographiques du territoire : la carte de Cassini (XVIIIe siècle), la carte d'état-major (1820-1866) et les cartes ou photos aériennes de l'IGN pour la période actuelle (1950 à aujourd'hui).

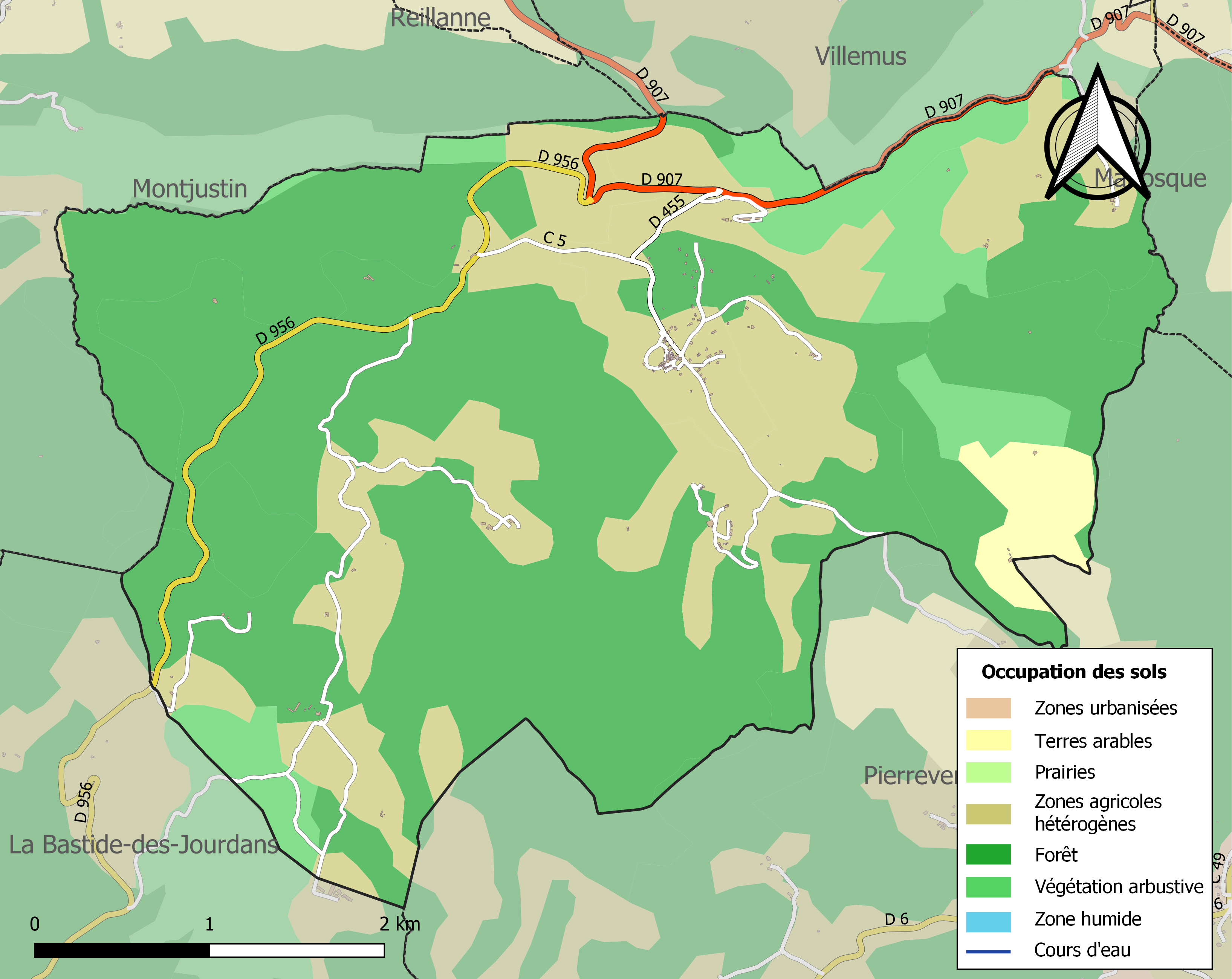
Carte de l'occupation des sols de la commune en 2018 (CLC).

## Toponymie
La localité apparaît pour la première fois dans les textes vers 1060 (Monte Furono). Ce nom est formé de l’occitan Monte, venant du latin Mons (montagne) et de « Furon » (furet), nom propre,, dérivé d'un surnom.

## Histoire
Des traces d’occupation gallo-romaines ont été retrouvées sur la commune. Un pressoir à huile a été retrouvé à Mériton.
Alors que le sud-est de la Gaule était une terre burgonde, le roi des Ostrogoths Théodoric le Grand fait la conquête de la région entre la Durance, le Rhône et l’Isère en 510. La commune dépend donc brièvement à nouveau de l’Italie, jusqu’en 526. En effet, pour se réconcilier avec le roi burgonde Gondemar III, la régente ostrogothe Amalasonthe lui rend ce territoire.
Le fief de Montfuron relevait du comté de Forcalquier au XIIe siècle. Lorsque ce comté perd son indépendance en 1209, à la mort de Guillaume II, un de ses neveux, Guillaume de Sabran tente de le relever. Après une lutte de dix ans, il passe un accord à Meyrargues le 29 juin 1220 avec Raimond Bérenger IV, comte de Provence et lui aussi héritier du comté de Forcalquier. Par cet accord, la moitié sud du comté, dont Montfuron, lui est donnée. Guillaume de Sabran conserve sa moitié de comté jusqu'à sa mort, vers 1250.
Le village est signalé pour la première fois dans les charte en 1060. La communauté relevait de la viguerie de Forcalquier. Autrefois fortifié, le village est pillé par les routiers en 1392 (guerre de Cent Ans) et pris d’assaut en 1560 (guerres de religion). En 1690, la seigneurie est érigée en marquisat pour Léon de Valbelle.
Durant la Révolution, la commune compte une société patriotique, créée après la fin de 1792. En 1815, il sert de repaire à une troupe qui terrorise la région (Terreur blanche).
Le coup d'État du 2 décembre 1851 commis par Louis-Napoléon Bonaparte contre la Deuxième République provoque un soulèvement armé dans les Basses-Alpes, en défense de la Constitution. Après l’échec de l’insurrection, une sévère répression poursuit ceux qui se sont levés pour défendre la République : 4 habitants de Montfuron sont traduits devant la commission mixte.
Comme de nombreuses communes du département, Montfuron se dote d’une école bien avant les lois Ferry : en 1863, elle en possède déjà une qui dispense une instruction primaire aux garçons, au chef-lieu
. Aucune instruction n’est donnée aux filles : ni la loi Falloux (1851), qui impose l’ouverture d’une école de filles aux communes de plus de 800 habitants, ni la première loi Duruy (1867), qui abaisse ce seuil à 500 habitants, ne concernent Montfuron. Si la commune profite des subventions de la deuxième loi Duruy (1877) pour construire une école neuve, ce n’est qu’avec les lois Ferry que les filles de Montfuron sont régulièrement scolarisées.
De nombreux hameaux ont été abandonnés. Des réfugiés albanais en ont restauré un certain nombre.

## Politique et administration

### Administration municipale
De par sa taille, la commune dispose d'un conseil municipal de 11 membres (article L2121-2 du Code général des collectivités territoriales). Lors du scrutin de 2008, il n’y eut qu’un seul tour et le maire sortant Pierre Fisher a été élu conseiller municipal avec le dixième total de la liste de 101 voix, soit 64,33 % des suffrages exprimés. La participation a été de 89,20 %. Il a ensuite été nommé maire par le conseil municipal.

### Liste des maires
L'élection du maire est la grande innovation de la Révolution de 1789. De 1790 à 1795, les maires sont élus au suffrage censitaire pour 2 ans. De 1795 à 1800, il n’y a pas de maires, la commune se contente de désigner un agent municipal qui est délégué à la municipalité de canton.
En 1799-1800, le Consulat revient sur l'élection des maires, qui sont désormais nommés par le pouvoir central. Ce système est conservé par les régimes suivants, à l'exception de la Deuxième République (1848-1851). Après avoir conservé le système autoritaire, la Troisième République libéralise par la loi du 5 avril 1884 l'administration des communes : le conseil municipal, élu au suffrage universel, élit le maire en son sein.
| Période                                  | Période                       | Identité        | Étiquette   | Qualité |
| ---------------------------------------- | ----------------------------- | --------------- | ----------- | ------- |
| mai 1945                                 |                               | Louis Curnier   |             |         |
|                                          |                               |                 |             |         |
| avant 1968                               |                               | Jean Curetti    | CD puis UDF |         |
| avant 2005                               | En cours (au 21 octobre 2014) | Pierre Fischer, | LR          | Cadre   |
| Les données manquantes sont à compléter. |                               |                 |             |         |

### Instances judiciaires et administratives
Montfuron est une des trois communes du canton de Manosque-Sud-Ouest, qui totalise 12 154 habitants en 2008. Le canton fait partie de l'arrondissement de Forcalquier depuis le 17 février 1800 et de la deuxième circonscription des Alpes-de-Haute-Provence. Montfuron fait partie du canton de Manosque-Sud-Ouest depuis 1985, après avoir fait partie du canton de Sainte-Tulle de 1793 à 1801, du canton de Reillanne de 1801 à 1802, du canton de Manosque de 1802 à 1973 et du canton de Manosque-Sud de 1973 à 1985. La commune fait partie de la juridiction d’instance et prud'homale de Manosque, et de grande instance de Digne-les-Bains.

### Intercommunalité
Montfuron fait partie :
- de 2005 à 2013, de la communauté de communes Luberon Durance Verdon ;
- depuis le 1er janvier 2013, de la communauté d'agglomération Durance Luberon Verdon.

### Fiscalité locale
| Taxe                                        | Part communale | Part intercommunale | Part départementale | Part régionale |
| ------------------------------------------- | -------------- | ------------------- | ------------------- | -------------- |
| Taxe d'habitation                           | 8,47 %         | 0,00 %              | 5,53 %              | 0,00 %         |
| Taxe foncière sur les propriétés bâties     | 26,27 %        | 0,00 %              | 14,49 %             | 2,36 %         |
| Taxe foncière sur les propriétés non bâties | 132,28 %       | 0,00 %              | 47,16 %             | 8,85 %         |
| Taxe professionnelle                        | 0,00 %         | 20,84 %             | 10,80 %             | 3,84 %         |

La part régionale de la taxe d'habitation n'est pas applicable.
La taxe professionnelle est remplacée en 2010 par la cotisation foncière des entreprises portant sur la valeur locative des biens immobiliers et par la contribution sur la valeur ajoutée des entreprises (les deux formant la contribution économique territoriale qui est un impôt local instauré par la loi de finances pour 2010).

### Environnement et recyclage
La collecte et traitement des déchets des ménages et déchets assimilés et la protection et mise en valeur de l'environnement se font dans le cadre de la communauté d'agglomération Durance Luberon Verdon.

## Population et société

### Démographie
L'évolution du nombre d'habitants est connue à travers les recensements de la population effectués dans la commune depuis 1765. Pour les communes de moins de 10 000 habitants, une enquête de recensement portant sur toute la population est réalisée tous les cinq ans, les populations de référence des années intermédiaires étant quant à elles estimées par interpolation ou extrapolation. Pour la commune, le premier recensement exhaustif entrant dans le cadre du nouveau dispositif a été réalisé en 2005.

En 2022, la commune comptait 220 habitants, en évolution de +1,85 % par rapport à 2016 (Alpes-de-Haute-Provence : +2,84 %, France hors Mayotte : +2,11 %).
| 1765 | 1793 | 1800 | 1806 | 1821 | 1831 | 1836 | 1841 | 1846 |
| ---- | ---- | ---- | ---- | ---- | ---- | ---- | ---- | ---- |
| 310  | 368  | 406  | 368  | 359  | 414  | 405  | 409  | 391  |

| 1851 | 1856 | 1861 | 1866 | 1872 | 1876 | 1881 | 1886 | 1891 |
| ---- | ---- | ---- | ---- | ---- | ---- | ---- | ---- | ---- |
| 390  | 354  | 360  | 353  | 357  | 306  | 310  | 272  | 246  |

| 1896 | 1901 | 1906 | 1911 | 1921 | 1926 | 1931 | 1936 | 1946 |
| ---- | ---- | ---- | ---- | ---- | ---- | ---- | ---- | ---- |
| 228  | 201  | 197  | 155  | 125  | 129  | 97   | 76   | 86   |

| 1954 | 1962 | 1968 | 1975 | 1982 | 1990 | 1999 | 2005 | 2006 |
| ---- | ---- | ---- | ---- | ---- | ---- | ---- | ---- | ---- |
| 81   | 48   | 86   | 79   | 156  | 149  | 166  | 189  | 193  |

| 2010 | 2015 | 2020 | 2022 | - | - | - | - | - |
| ---- | ---- | ---- | ---- | - | - | - | - | - |
| 196  | 214  | 226  | 220  | - | - | - | - | - |

| 1315     | 1471     |
| -------- | -------- |
| 100 feux | inhabité |

L’histoire démographique de Montfuron, après l’abandon complet au XVe siècle et le long mouvement de croissance jusqu’au début du XIXe siècle, est marquée par une période d’« étale » où la population reste relativement stable à un niveau élevé. Cette période dure de 1806 à 1851. L’exode rural provoque ensuite un mouvement de recul démographique rapide et de longue durée. En 1901, la commune a perdu plus de la moitié de sa population par rapport au maximum historique de 1831. Le mouvement de baisse ne s'interrompt définitivement que dans les années 1970. Depuis, la population a repris sa croissance, faisant plus que doubler en trente ans.

### Enseignement
La commune dispose d’une école primaire publique. Ensuite, les élèves sont affectés au collège Jean Giono à Manosque,. Puis les élèves sont dirigés vers les lycées de Manosque, soit le lycée polyvalent Les Iscles, soit le lycée Félix-Esclangon.

### Cultes
La paroisse est rattachée à un secteur pastoral de 14 paroisses, le secteur pastoral du Largue. Le culte est célébré alternativement dans les églises de ces quinze communes.

## Économie

### Aperçu général
En 2009, la population active s’élevait à 92 personnes, dont 9 chômeurs
 (11 fin 2011). Ces travailleurs sont majoritairement salariés (53 sur 84) et travaillent majoritairement hors de la commune (60 actifs sur 84).

### Agriculture
Fin 2010, le secteur primaire (agriculture, sylviculture, pêche) comptait 10 établissements actifs au sens de l’Insee (exploitants non-professionnels inclus) et aucun emploi salarié.
Le nombre d’exploitations professionnelles, selon l’enquête Agreste du ministère de l’Agriculture, est de cinq en 2010. Il était de six en 2000, de 12 en 1988. Actuellement, ces exploitants sont spécialisés dans les grandes cultures et l’élevage ovin. De 1988 à 2000, la surface agricole utile (SAU) a fortement augmenté, de 276 à 439 ha (la SAU par exploitation triplant en passant de 23 à 73 ha). La SAU a légèrement diminué lors de la dernière décennie, mais reste à un niveau élevé, à 368 ha.
Les agriculteurs de la commune de Montfuron peuvent prétendre à cinq labels appellation d'origine contrôlée (AOC), dont l’huile d'olive de Provence et le fromage de Banon et à dix-neuf labels Indication géographique protégée (IGP) dont le petit épeautre et sa farine, le miel de Provence et l’agneau de Sisteron.
La culture de l’olivier est pratiquée dans la commune depuis des siècles. Le terroir de la commune se situe à la limite altitudinale de l’arbre (difficilement exploitable au-delà des 650 mètres), mais il occupait cependant plus de 10 hectares au début du XIXe siècle. La production était écoulée en partie vers la ville voisine, Manosque. Après une période de régression, l’oliveraie se situe actuellement sous la barre des 1000 pieds exploités.
Les trois AOC concernant le vin Pierrevert, et les quinze IGP concernant les vins alpes-de-haute-provence (IGP) ne sont pas utilisées à Montfuron, la vigne n’y étant pas cultivée. Jusqu’au milieu du XXe siècle, la vigne était cultivée dans la commune, la production étant destinée à l’autoconsommation et à la commercialisation sur des marchés régionaux.

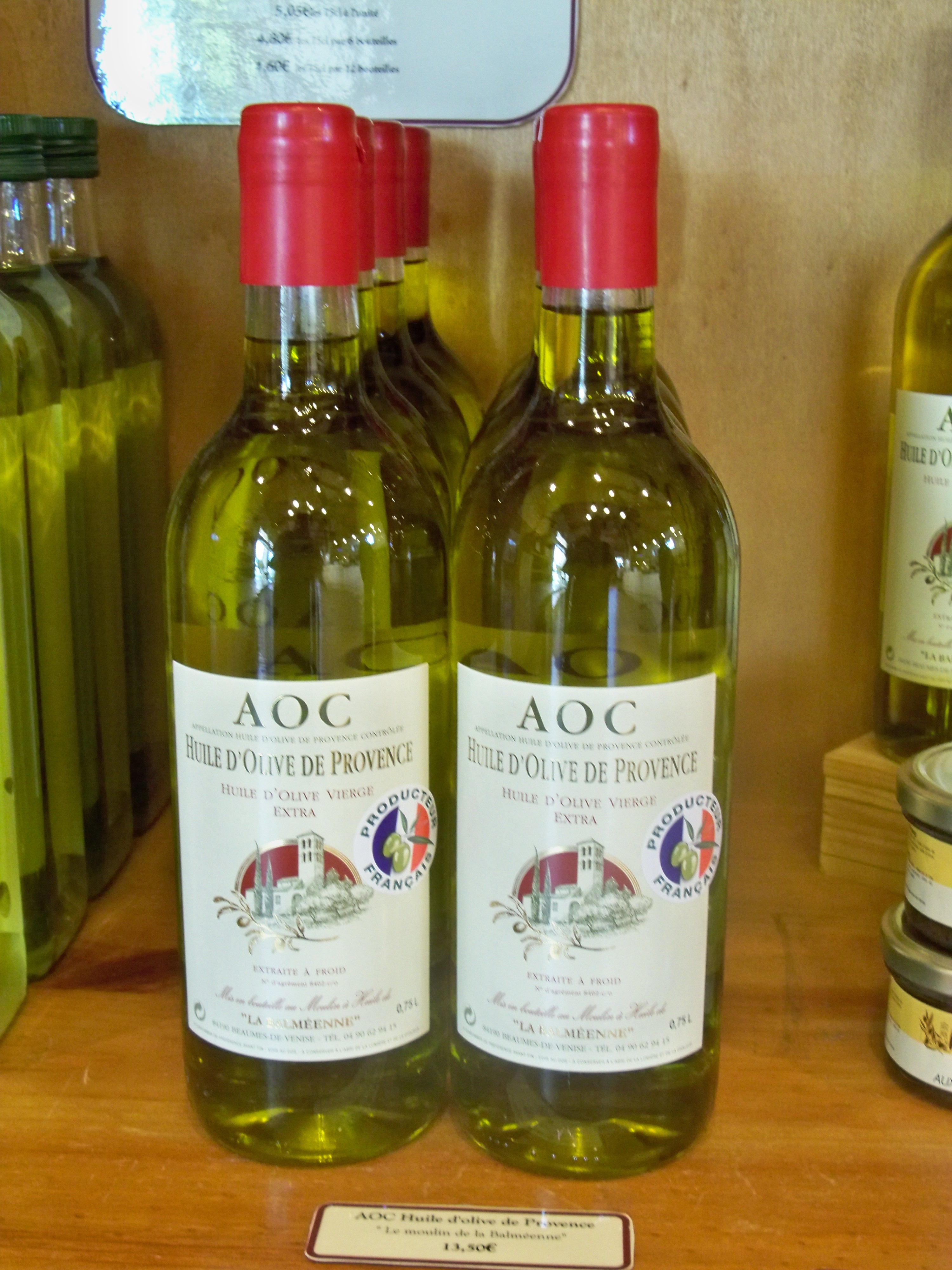
Huile de Provence AOC.
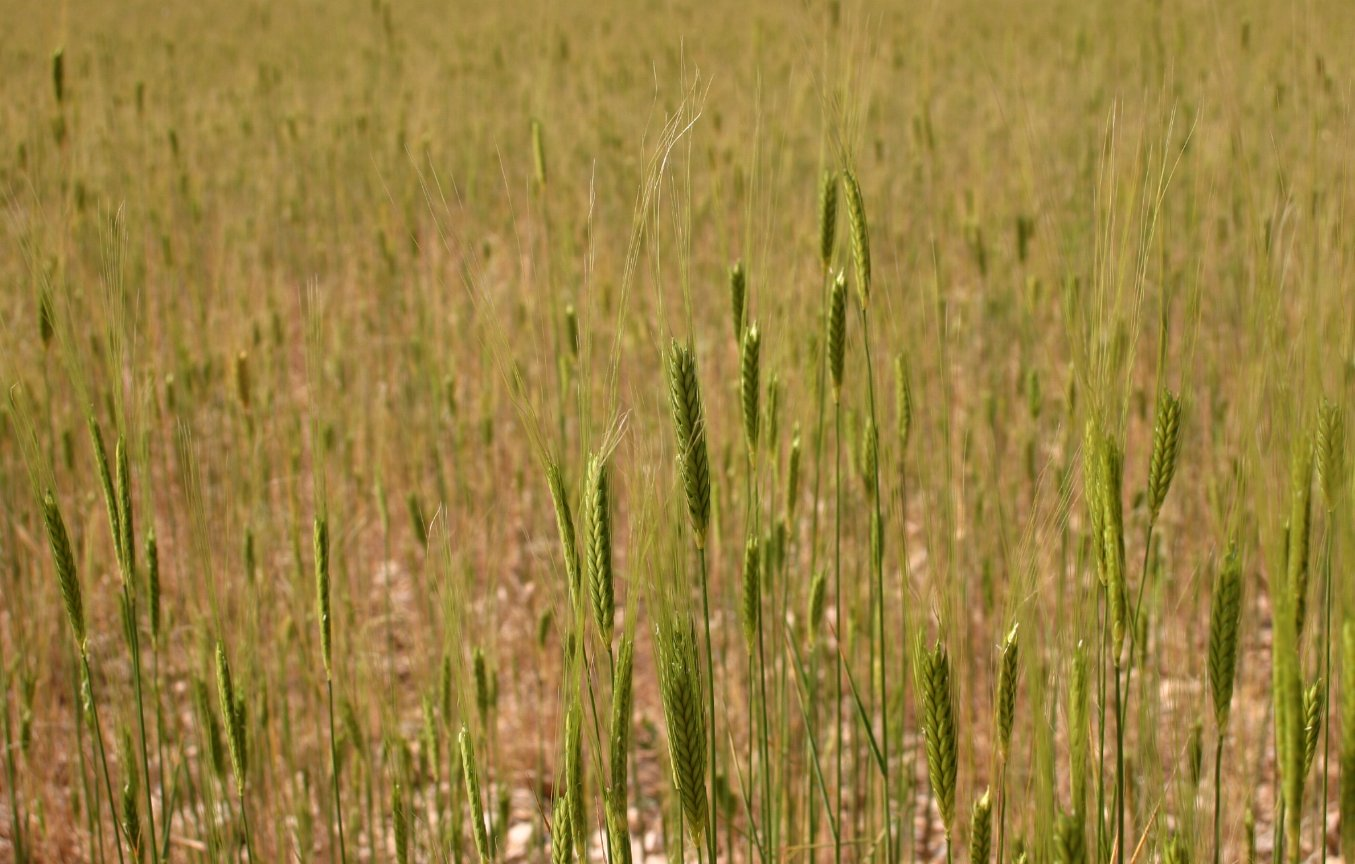
Petit épeautre.
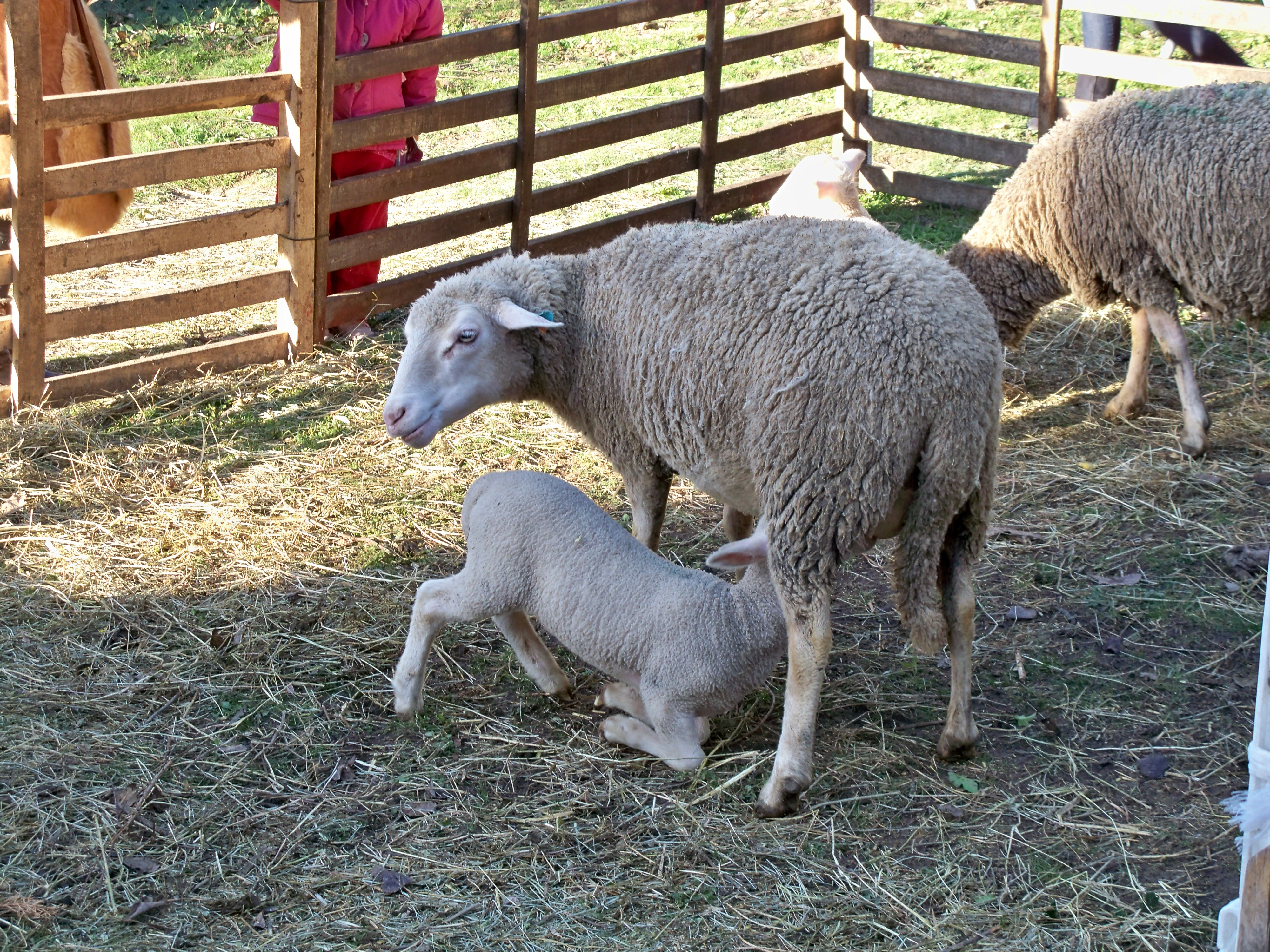
Agneau de Sisteron élevé sous sa mère.
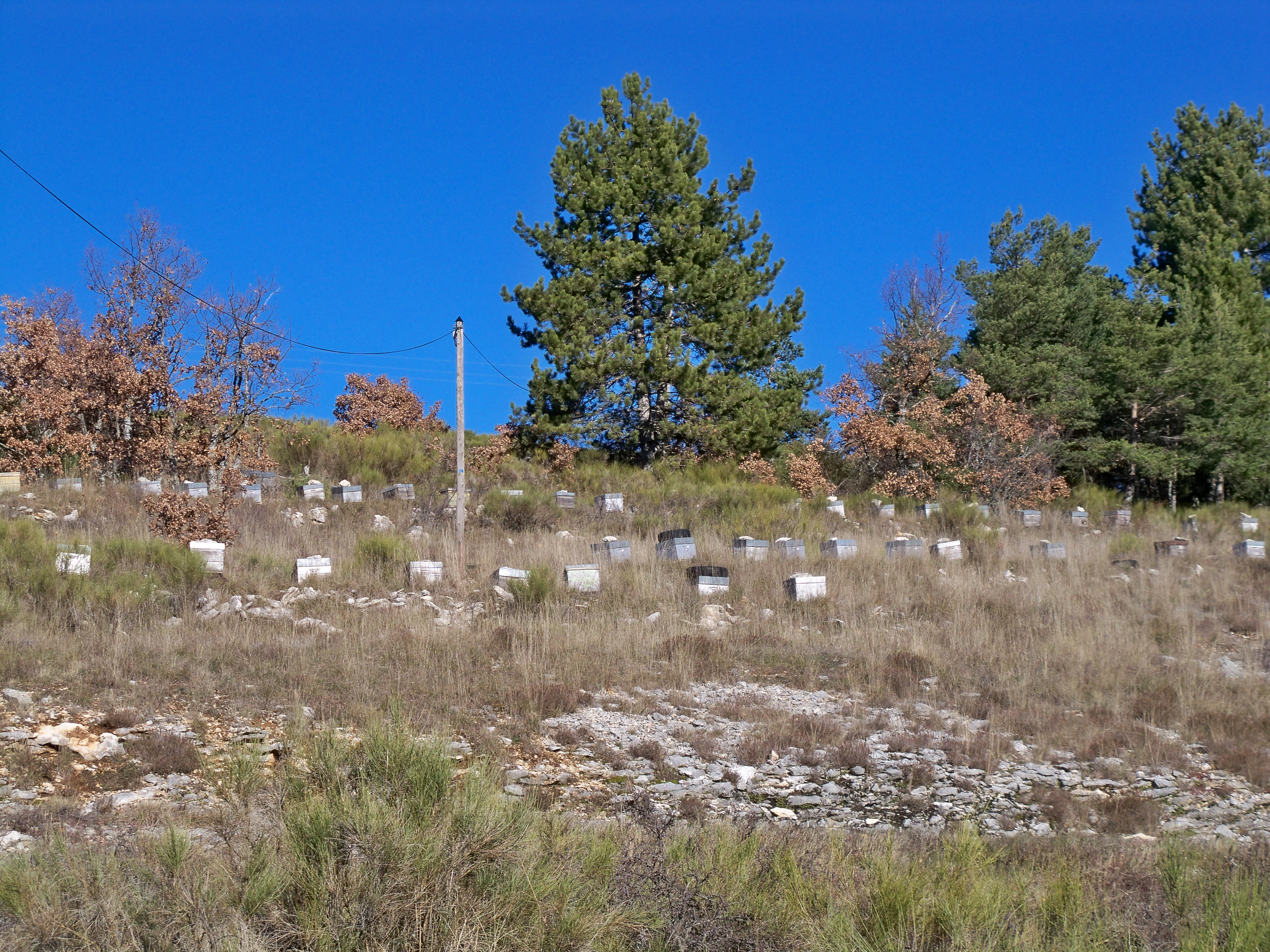
Ruches à la combe du Pommier.
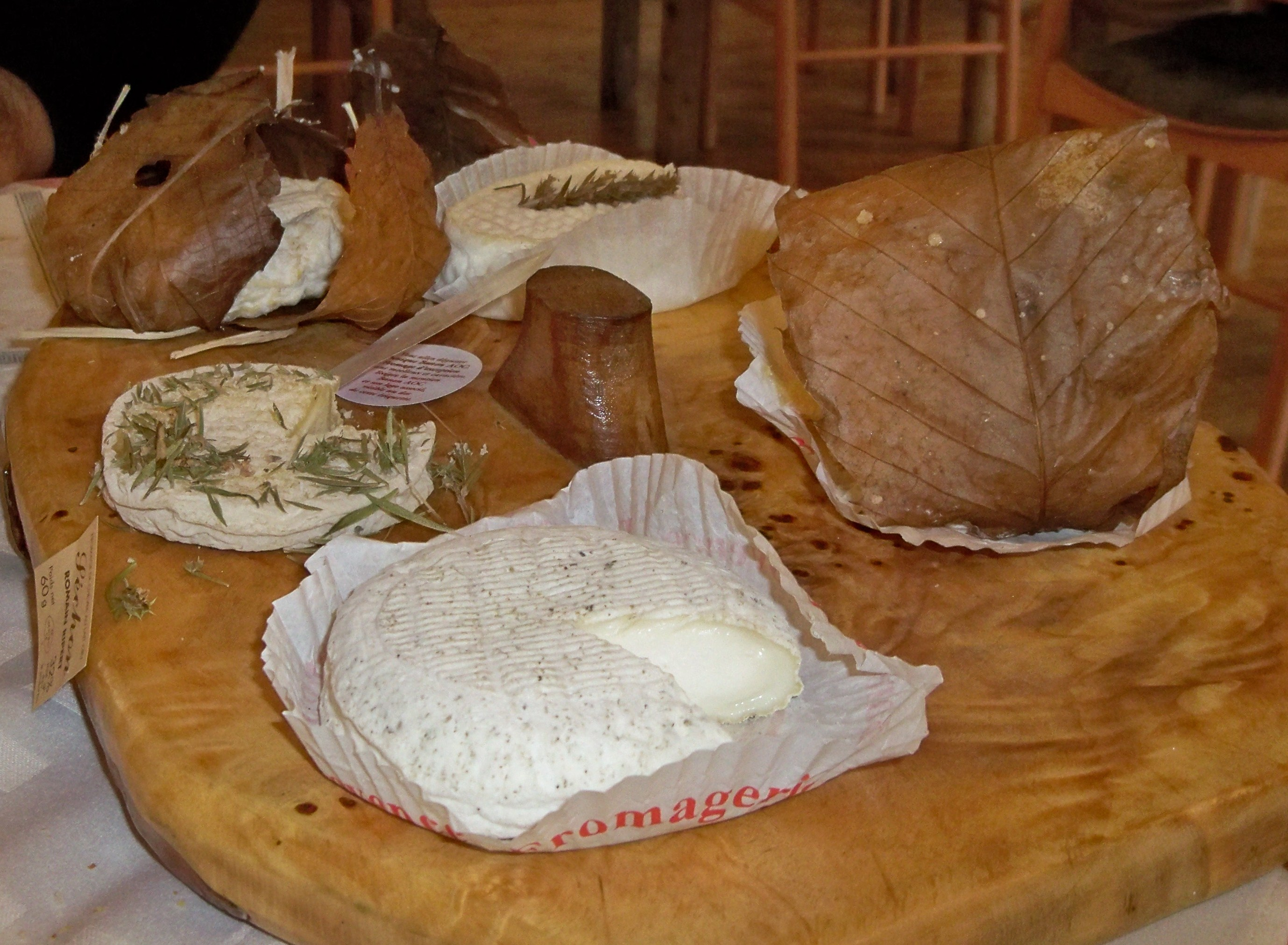
Plateau d'AOC banon dans un restaurant de Revest-du-Bion.

### Industrie
Fin 2010, le secteur secondaire (industrie et construction) comptait cinq établissements, n’employant aucun salarié.

### Activités de service
Fin 2010, le secteur tertiaire (commerces, services) comptait 15 établissements (avec quatre emplois salariés), auxquels s’ajoutent les trois établissements du secteur administratif (regroupé avec le secteur sanitaire et social et l’enseignement), salariant trois personnes.
D'après l’Observatoire départemental du tourisme, la fonction touristique est importante pour la commune, avec entre un et cinq touristes accueillis par habitant, mais la capacité d'hébergement reste faible. Les structures d’hébergement à finalité touristique de la commune de Montfuron sont :
- une aire naturelle de camping deux étoiles[72] avec une capacité de XX emplacements[73] ;
- des meublés labellisés[74] ;
- des chambres d’hôtes labellisées[75].

Les résidences secondaires apportent un petit complément à la capacité d’accueil : au nombre de 27, elles représentent 22 % des logements,.

## Lieux et monuments

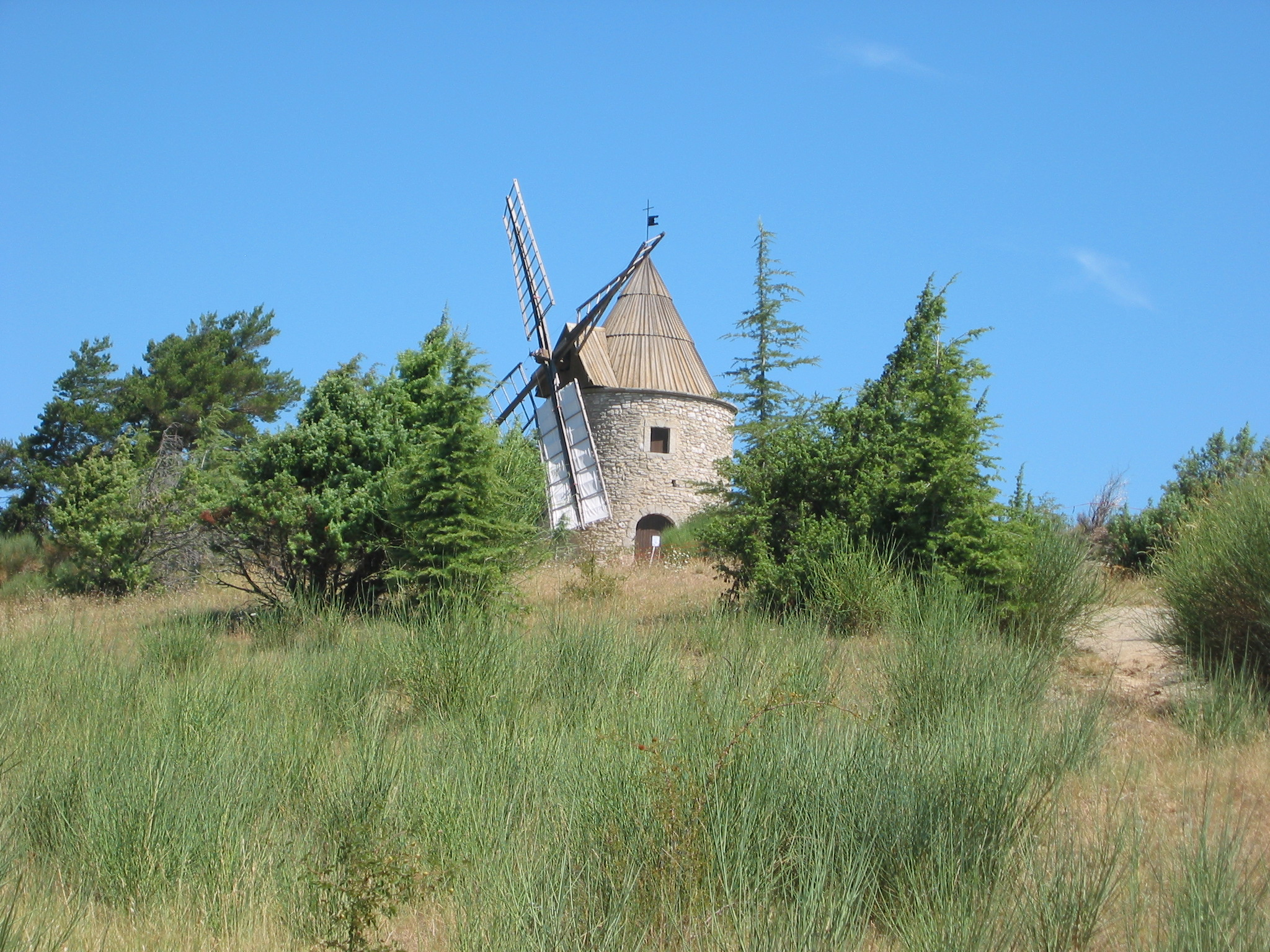
Le moulin à vent

Le monument le plus connu de la commune est son moulin à vent du XVIIe siècle, restauré de 1969 à 1980 et qui a conservé une partie de sa mécanique en bois d’origine. Les ailes font 13 m par 4. C’était le dernier encore en fonctionnement du département  jusqu’à la restauration du moulin de Saint-Michel-l'Observatoire. Le moulin constitue un site classé depuis 1938. Montfuron a aussi sur sa commune deux autres moulins : le moulin des Arnoux à gypse, et le moulin de la Dame (propriété privée) dont il reste les ruines d'un ancien moulin à eau.
Il ne reste qu’un pan de mur et une arche de l’ancien château, au-dessus du village .
Le mur nord et le portail sud, arche en plein cintre de claveaux ornée d’un tore, de l’église Notre-Dame-et-Saint-Elzéar, sont les parties les plus anciennes du bâtiment. Les deux travées de la nef sont voûtées d’arêtes, tout comme le bas-côté unique. Le clocher-tour date du XVIIe siècle .
La chapelle Saint-Elzéar, au cimetière, datée du XVIIe siècle, est classée monument historique. Sa nef, voûtée en berceau, sa construction en moellon, son chœur à chevet plat, voûté d’arêtes, caractérisent sa construction . Les murs gouttereaux sont ornés intérieurement d’arcatures aveugles . Sa porte a été refaite à l'identique de l'ancienne en 2013 : elle est ornée des armes des Valbelle.

Montfuron.
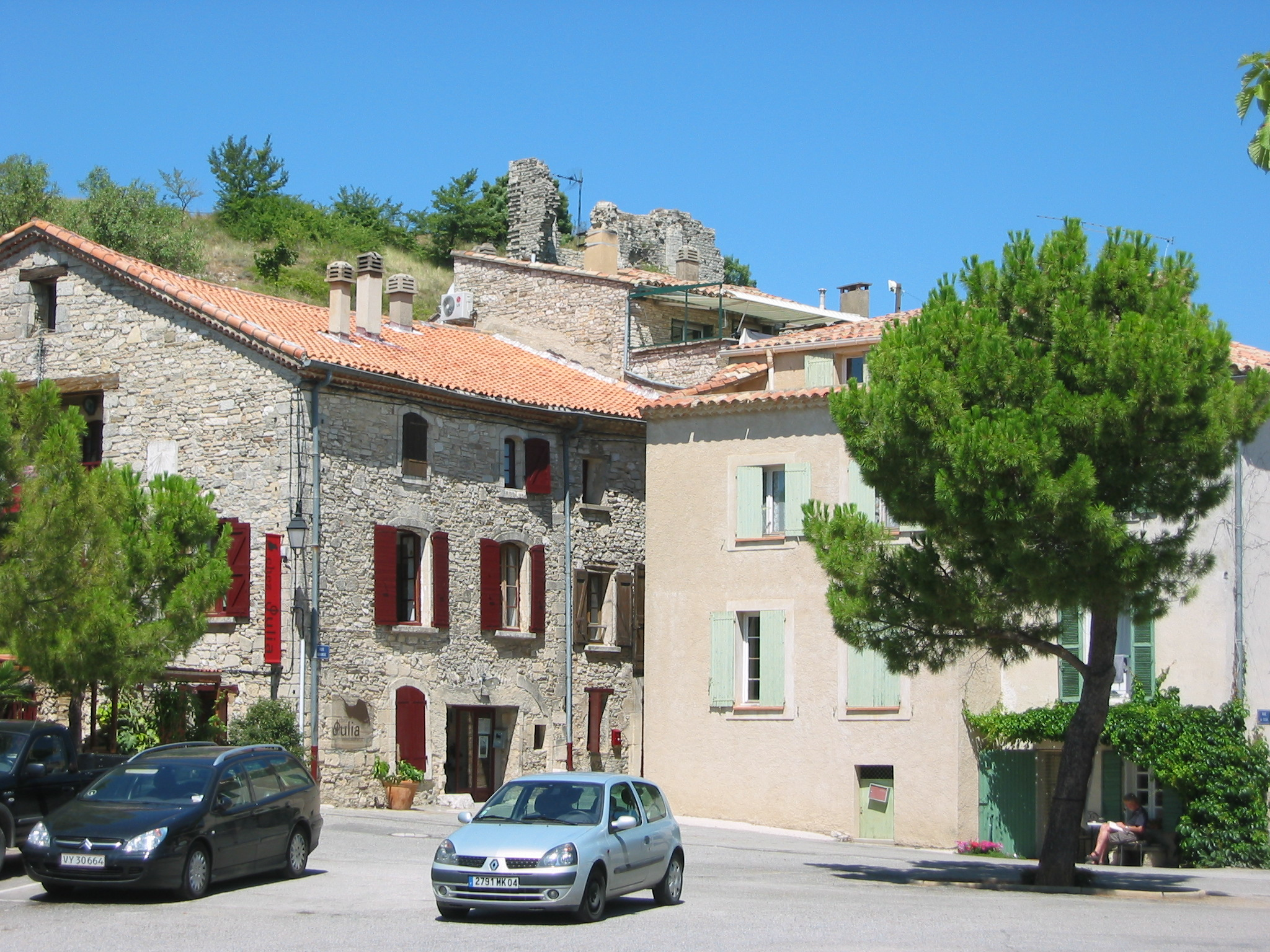
Le village.
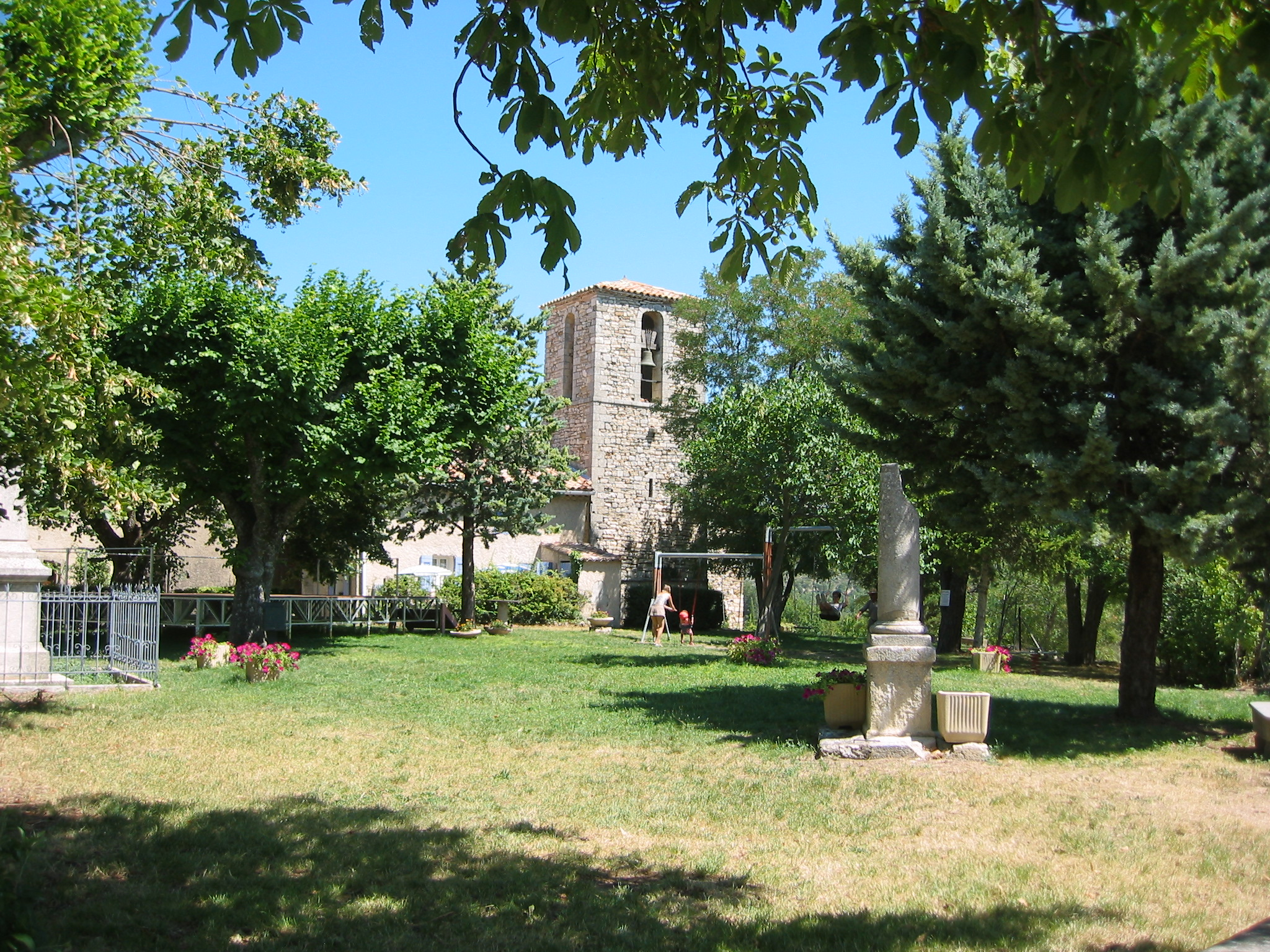
Le jardin public et le clocher de l’église paroissiale.
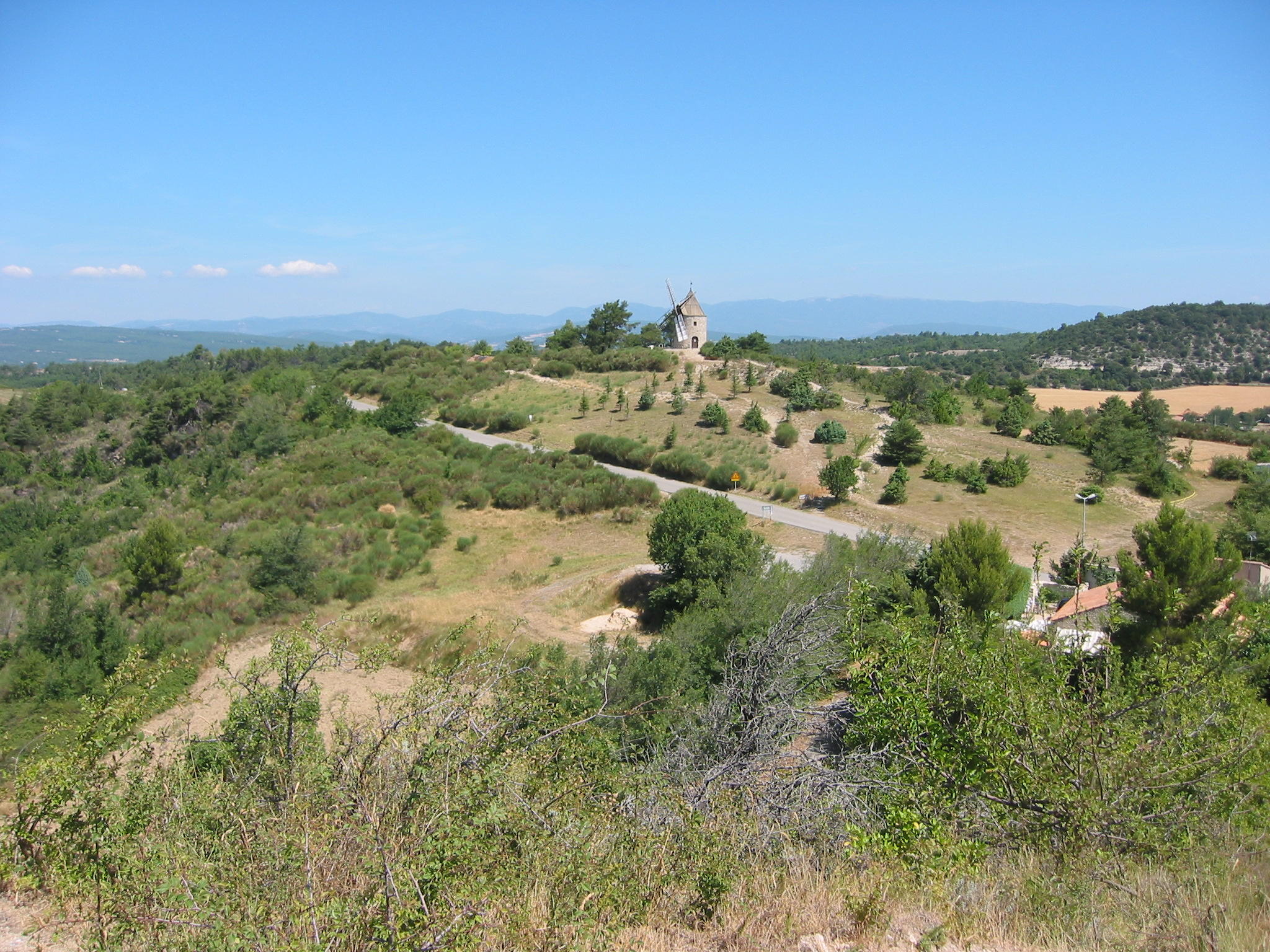
Paysage vu de Montfuron.

## Personnalités liées à la commune
- Saint Elzéar de Sabran aurait réalisé un miracle à Montfuron, en guérissant un aveugle[27]
- Jules Raymond de Soliers, né à Pertuis et mort à Montfuron vers 1594, est un juriste, historien et collectionneur[88].

## Télévision
En 1964, le village a servi de cadre au tournage de la série Foncouverte, série qui révéla Danièle Évenou (bien qu'elle y tient un rôle quasiment muet !).

## Héraldique
| Blason de Montfuron | Blason  | Coupé : au 1er d'azur aux deux étoiles d'argent, au 2e de gueules aux lettres M et M capitales d'argent. |
| Blason de Montfuron | Détails | Le statut officiel du blason reste à déterminer.                                                         |